# Saltator
Saltator är ett fågelsläkte i familjen tangaror inom ordningen tättingar. Släktet omfattar numera  arter som förekommer från östra Mexiko till västcentrala Argentina samt i Små Antillerna:
- Beigestrupig saltator (S. maximus)
- Svartvingad saltator (S. atripennis)
- Svartkronad saltator (S. atriceps)
- Orinocosaltator (S. orenocensis)
- Olivgrå saltator (S. olivascens)
- Kanelbukig saltator (S. grandis)
- Blågrå saltator (S. coerulescens)
- Strimsaltator (S. striatipectus)
- Antillersaltator (S. albicollis)
- Grönvingad saltator (S. similis)
- Svarthuvad saltator (S. nigriceps)
- Tjocknäbbad saltator (S. maxillosus)
- Orangenäbbad saltator (S. aurantiirostris)
- Svartmaskad saltator (S. cinctus)
- Vitstrupig saltator (S. grossus)
- Sotsaltator (S. fuliginosus)

Tidigare placerades Saltator i familjen kardinaler. DNA-studier visar dock att de tillhör tangarorna. I släktet inkluderades tidigare svartstrupig saltator, men genetiska studier visar att den står närmare chacosaltator (Saltatricula multicolor) och har därför flyttats till Saltatricula. Även arten som idag kallas rostbukig bergtangara inkluderades tidigare i släktet med svenska namnet rostbukad saltator, men är egentligen närmare släkt med en helt annan grupp av tangaror, närmast Dubusia.